# San Nicola la Strada
San Nicola la Strada (Santu Nicole en napolitano) es un municipio italiano de alrededor de 20.000 habitantes, perteneciente a la provincia de Caserta, en la región de Campania.
La ciudad se encuentra situada en la antigua Vía Apia romana, de donde deriva la partícula la Strada (la carretera en italiano) presente en su nombre. 
La época de máximo esplendor se vivió durante el reinado de Carlos VII, debido a la proximidad del Palacio Real de Caserta, cuya larga construcción trajo grandes beneficios a la economía local.

## Demografía
| Gráfica de evolución demográfica de San Nicola la Strada entre 1861 y 2001 |
|                                                                            |
| Fuente ISTAT - elaboración gráfica de Wikipedia                            |

- Datos: Q58859
- Multimedia: San Nicola la Strada / Q58859

1. ↑  Worldpostalcodes.org, código postal n.º 81020.
2. ↑  «Codici Catastali». Comuni-italiani.it (en italiano). Consultado el 29 de abril de 2017.